# Speedy Keen
John David Percy "Speedy" Keen (Ealing, 29 maart 1945 - 12 maart 2002) was een Britse singer-songwriter, drummer en toetsenist. Hij schreef de hitsong Something in the Air voor de band Thunderclap Newman.

## Carrière
Keen speelde in bands als The Krewsaders, The Second Thoughts (1964/1965, met Patrick Campbell-Lyons en Chris Thomas) en The Eccentrics. Keens eerste opgenomen song was Club of Lights (1966) bij Reaction Records door Oscar (Paul Nicolas).
Voordat hij bij Thunderclap Newman kwam, deelde Keen een flat met en werkte hij als chauffeur voor Pete Townshend van The Who. Hij was bekend onder fans van The Who als schrijver van Armenia City in the Sky, die stond op het album The Who Sell Out (1967). Dit was de enige song die The Who ooit uitvoerde, die geschreven werd door een niet-lid van de band. Armenia City in the Sky werd duidelijk geïnspireerd door een lang verloren schilderij uit de jaren 1960.
Hij schreef Something in the Air, zijn meest bekende song voor Thunderclap Newman en nam twee soloalbums op voor Track Records en Island Records, die beiden in 2011 werden uitgebracht op cd door Esoteric (Cherry Red). I Promise You van het tweede album werd gebruikt in de Amerikaanse tv-serie The Big C. Keen werd later producent voor The Heartbreakers en Motörhead.
Als sessie-muzikant speelde Keen voor andere artiesten als Rod Stewart, The Mission en Kenny G. Hij leverde ook muziek voor televisiereclame en televisieprogramma's als The Zoo. Als songwriter, uitgezonderd Something in the Air, Armenia City in the Sky en Club of Lights, schreef hij songs voor The Swinging Blue Jeans (Something's Coming Along) en Crokodile Tears (Your Love).

## Overlijden
Keen overleed aan hartfalen in maart 2002, zeventien dagen voor zijn 57e verjaardag.

## Discografie

### Singles
- 1973: Let Us In

### Albums
- 1973: Previous Convictions (Track Records)
- 1975: Y' Know Wot I Mean? (Island Records)

- Biblioteca Nacional de España: XX1630357
- Bibliothèque nationale de France: cb139940092 (data)
- International Standard Name Identifier: 0000 0000 3047 7660
- Library of Congress Control Number: n94064077
- Virtual International Authority File: 17417648
- WorldCat: E39PBJhCHpwJKK4m3dHDGWyrv3